# Allgäuer Bergkäse
L'allgäuer bergkäse est un fromage allemand fabriqué dans l'Allgäu, au sud de la Bavière. Il s'agit d'un fromage à pâte pressée cuite au lait de vache cru entier. Il bénéficie d'une appellation d'origine protégée depuis 1997.

## Fabrication
L'allgäuer bergkäse est fabriqué à partir de lait cru de vaches élevées dans les arrondissements de Bodenseekreis, Lindau (Bodensee), Oberallgäu, Ostallgäu, Ravensburg et Unterallgäu, ainsi que dans les villes autonomes de Kaufbeuren, Kempten (Allgäu) et Memmingen. 
Il doit être affiné au minimum 4 mois.

## Caractéristiques
L'allgäuer bergkäse se présente sous forme de meules rondes pesant entre 15 kg et 50 kg. La pâte présente de rares petits trous de la taille d'un petit pois. Il a une teneur en matière grasse d'au moins 45 % sur extrait sec et une teneur en extrait sec d'au moins 62 %. 